# Hanging in the Balance
Hanging in the Balance es el quinto álbum de estudio de la banda estadounidense de heavy metal Metal Church, publicado en 1993 por Blackheart y SPV/Steamhammer Records. Es la última producción de la primera etapa de la banda, antes de su primer separación oficializada en 1996, por consiguiente, fue el último disco con el vocalista Mike Howe hasta su regreso en 2015, como también del guitarrista Craig Wells y Kirk Arrington hasta 2004.
Luego de la publicación de The Human Factor, Metal Church se retiró de Epic Records debido a algunos problemas y firmó con Blackheart Records, el sello fundado por Joan Jett y Kenny Laguna; este último fungió como coproductor, mientras que Jett participó en los coros de «Little Boy». A pesar de que recibió reseñas favorables por parte de la crítica especializada, Hanging in the Balance tuvo una escasa promoción.

## Lista de canciones
| N.º | Título                    | Escritor(es)                              | Duración |  |
| 1.  | «Gods of a Second Chance» | Mike Howe, Kurdt Vanderhoof, Paul O'Neill | 5:23     |  |
| 2.  | «Losers in the Game»      | Howe, Vanderhoof                          | 5:08     |  |
| 3.  | «Hypnotized»              | Howe, Vanderhoof, John Marshall           | 4:43     |  |
| 4.  | «No Friend of Mine»       | Howe, Vanderhoof                          | 3:58     |  |
| 5.  | «Waiting for a Savior»    | Howe, Vanderhoof, O'Neill                 | 5:48     |  |
| 7.  | «Little Boy»              | Vanderhoff, Marshall                      | 8:13     |  |
| 8.  | «Down to the River»       | Howe, Vanderhoof                          | 5:01     |  |
| 9.  | «End of the Age»          | Howe, Vanderhoof                          | 7:17     |  |
| 10. | «Lovers and Madmen»       | Marshall                                  | 2:51     |  |
| 11. | «A Subtle War»            | Vanderhoff, Marshall                      | 4:13     |  |

| Pista adicional en la versión europea |                    |              |          |  |
| N.º                                   | Título             | Escritor(es) | Duración |  |
| 12.                                   | «Low To Overdrive» | Vanderhoof   | 4:27     |  |

| Pistas adicionales en la versión digipack |                                |                                |          |  |
| N.º                                       | Título                         | Escritor(es)                   | Duración |  |
| 12.                                       | «Start The Fire» (en vivo)     | Vanderhoof, Wells, David Wayne | 4:17     |  |
| 13.                                       | «Fake Healer» (en vivo)        | Vanderhoof, Marshall           | 5:27     |  |
| 14.                                       | «Losers In The Game» (en vivo) | Howe, Vanderhoof               | 5:05     |  |

## Músicos
| - Mike Howe: voz - John Marshall: guitarra - Craig Wells: guitarra - Duke Erickson: bajo - Kirk Arrington: batería | Músicos invitados - Kurdt Vanderhoof: guitarras adicionales - Jerry Cantrell: guitarra líder en «Gods of Second Chance» - Randy Hansen: guitarra líder en «Conductor» - Joan Jett, Kathleen Hanna y Allison Wolfe: coros en «Little Boy» |